# Àhmad Yassín
El xeic Àhmad Ismaïl Hàssan Yassín (àrab: أحمد إسماعيل حسن ياسين, Aḥmad Ismāʿīl Ḥasan Yāsīn) (Al-Jura, Mandat britànic de Palestina, 28 de juny de 1936 – Gaza, Franja de Gaza, 22 de març de 2004) va ser el dirigent espiritual del grup islamista palestí Hamàs. Yassín va fundar aquest moviment l'any 1987, anomenant-lo primer Ala Palestina dels Germans Musulmans. A més de ser gairebé cec, era tetraplègic i estava confinat en una cadira de rodes des dels 12 anys, quan va rebre un cop en la columna vertebral jugant al futbol en el campament d'Al Shati, a la franja de Gaza.

## Inicis
Yassín va néixer l'estiu de 1936 a la petita vila d'Al-Jura, prop de la ciutat d'Al-Majdal (actual Ascaló), en el Mandat britànic de Palestina, però es va mudar a Gaza després que el seu poble fos destruït en la guerra araboisraeliana de 1948.
Malgrat la seva paràlisi va estudiar a la Universitat d'al-Azhar del Caire, Egipte, després d'acabar l'educació secundària. No va assistir a una madrassa tradicional, cosa que li hauria donat el títol autèntic de "xeic"; el títol li van donar els seus seguidors honoríficament. Els Germans Musulmans van ser fundats a al-Azhar, i la universitat era un formiguer de nacionalisme islamista i àrab. Yassín es va unir als Germans en algun moment durant els seus estudis en la Mesquita d'al-Azhar.
Yassín va declarar sovint que la terra d'Israel està "consagrada per a generacions musulmanes futures fins al Dia del Judici" i que "la suposada pau no és pau i no és substitut del gihad i la resistència."
En 1989 Yassín fou detingut per les autoritats israelianes i condemnat a 40 anys de presó per un tribunal israelià per ordenar matar palestins que, segons ell, havien col·laborat amb les Forces de Defensa d'Israel (FDI). També va ser declarat culpable d'ordenar el segrest i assassinat dels soldats Avi Sasportas i Ilan Saadon.

## Alliberament i prominència
En 1997 Yassín va ser alliberat com a part d'un arranjament amb Jordània després d'un intent fallit d'assassinat de Khálid Mashal per part del Mossad israelià a Jordània. Yassín va ser alliberat a Israel a canvi de dos agents del Mossad que havien estat arrestats per autoritats jordanes.
Després del seu alliberament, Yassín va tornar al seu paper de dirigent espiritual de Hamàs. Immediatament, va continuar exhortant els seus seguidors a la resistència a l'ocupació israeliana, mitjançant tàctiques com les bombes suïcides contra objectius israelians, tant militars com civils.
Durant les diverses etapes del "procés de pau" entre Israel i l'Autoritat Palestina (AP), Yassín va ser col·locat sovint sota arrest domiciliari per l'AP. Cada vegada que això passava, Yassín era posat en llibertat a la llarga, sovint després de manifestacions perllongades dels seus simpatitzants.
El 13 de juny de 2003, unes fonts israelianes van anunciar que Yassín "no és immune" a l'assassinat conforme a la doctrina israeliana d'assassinat selectiu.
Tres mesos després, el 6 de setembre de 2003, un F-16 de la Força Aèria d'Israel (FAI) va tirar una bomba d'un quart de tona sobre un edifici de la ciutat de Gaza, a la Franja de Gaza. Yassín era a l'edifici en el moment de l'atac, i va patir ferides lleus en l'intent d'assassinat. Posteriorment, les autoritats israelianes van confirmar que Yassín era l'objectiu de l'atac. Yassín va ser atès per les lesions sofertes en l'atac en l'Hospital Al-Shifa de la Ciutat de Gaza.
Després de l'intent d'assassinat, Yassín va declarar davant reporters que "Els dies provaran que la política d'assassinats no acabarà amb Hamàs. Els dirigents de Hamàs desitgen ser màrtirs i no els espanta la mort. El gihad continuarà i la resistència continuarà fins que aconseguim la victòria o siguem màrtirs."
Yassín va advertir, encara més, que Hamàs ensenyaria a Israel una "lliçó inoblidable" amb motiu de l'intent d'assassinat.

## Mort
Yassín va morir en un atemptat israelià el 22 de març de 2004. Mentre el treien en la seva cadira de rodes d'una sessió d'oració de matinada, el van encertar míssils disparats des d'helicòpters. Yassín va morir a l'acte juntament amb altres set persones. Més d'una dotzena de persones van resultar ferides en l'atac, inclosos dos dels seus fills. L'atac, que va formar part d'una represàlia israeliana contra els atemptats suïcides patrocinats per Hamàs, va ocórrer després que Yassín es vantés que la resposta israeliana als atemptats suïcides d'Asdod era feble, i que Hamàs només cobraria força a causa de la resposta feble d'Israel. Al seu funeral, celebrat el mateix dia de l'assassinat, hi varen assistir més de 200.000 palestins.
El 23 de març, Abdel Aziz al-Rantissi va ser nomenat líder de Hamàs a la Franja de Gaza en substitució de Yassín.